# Sarah Connor

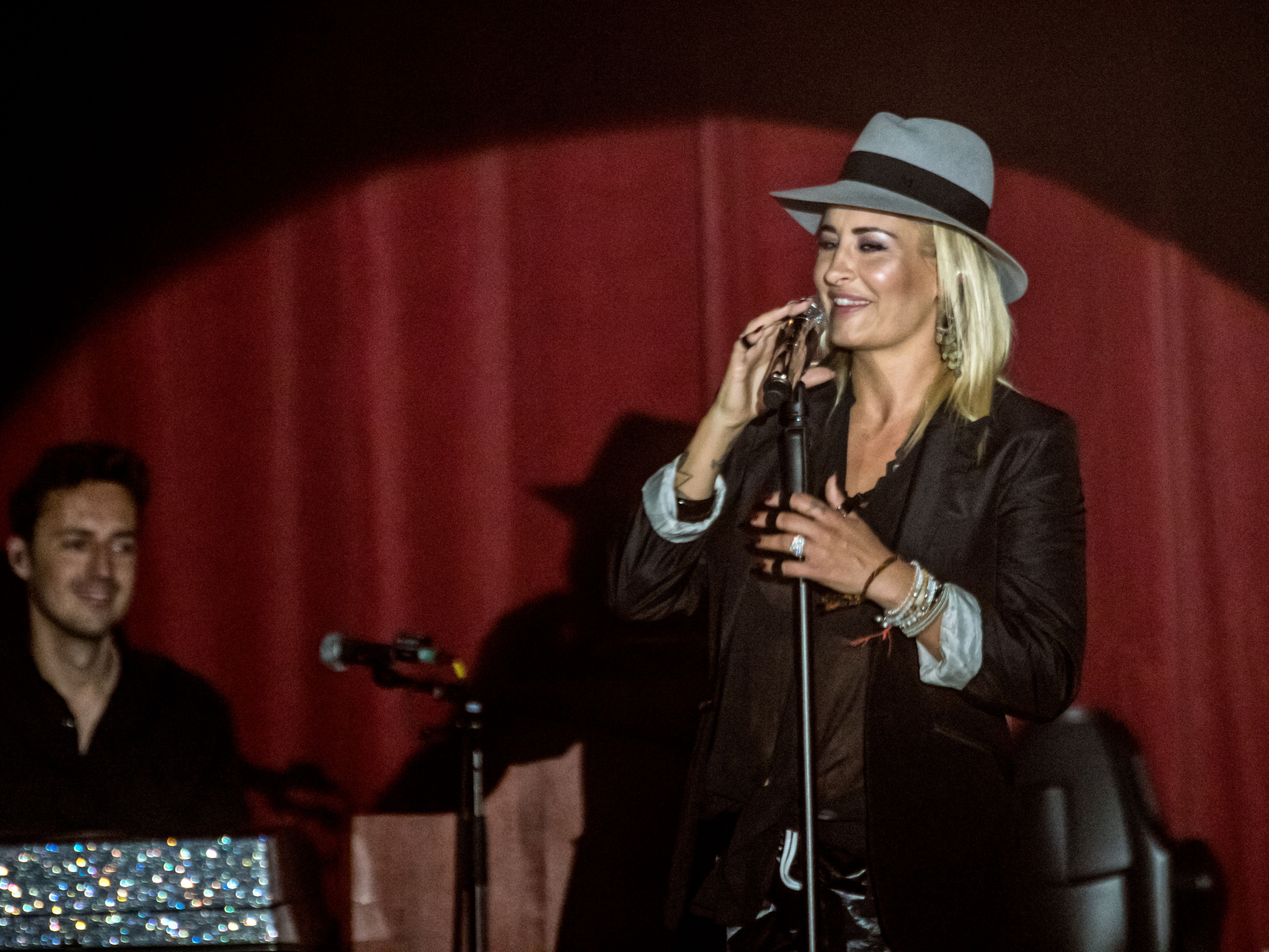
Zelt-Musik-Festival 2016 ve Freiburgu

Sarah Connor (rozená Sarah Marianne Corina Lewe, od roku 2017 vlastním jménem Sarah Terenzi-Fischer, * 13. června 1980 Delmenhorst, Dolní Sasko) je německá popová a soulová zpěvačka a textařka. Debutovala v roce 2001 pod vedením hudebníka Roba Tygera a Kaye Denara. Známou mimo rodnou zemi se stala díky singlu „From Sarah with Love“, který ji zařadil mezi evropské popové zpěvačky figurující v evropských hitparádách. Během kariéry celosvětově prodala přes 12 miliónů nahrávek, což z ní dělá jednu z nejúspěšnějších německých vokalistek.[zdroj⁠?!]

## Diskografie

### Studiová alba
- 2001: Green Eyed Soul
- 2002: Unbelievable
- 2003: Key to My Soul
- 2005: Naughty but Nice
- 2005: Christmas in My Heart
- 2007: Soulicious
- 2008: Sexy as Hell
- 2010: Real Love

### Singly
- Real Love
- Cold As Ice
- Takin’ Back My Love
- I’ll Kiss It Away
- Under My Skin
- Sexual Healing
- The Best Side of Life
- Christmas In My Heart
- From Zero To Hero
- Living To Love You
- Just One Last Dance – feat. Natural
- Music Is The Key
- Bounce
- He’s Unbelievable
- Skin on Skin
- One Nite Stand (Of Wolves And Sheep)
- From Sarah With Love
- French Kissing
- Let’s get back to bed – boy!

### DVD
- Christmas In My Heart – Live
- A Night To Remember
- Sarah & Marc In Love